# محمد مویزو
محمد مویزو یا محمد مُعِّزُ (زاده ۱۵ ژوئن ۱۹۷۸) یک سیاستمدار و مهندس مالدیویی است که به عنوان هشتمین رئیس جمهور مالدیو و رهبر ائتلاف پیشرو کنگره از سال ۲۰۲۳ خدمت کرده است. او قبلاً به عنوان وزیر مسکن از سال ۲۰۱۲ تا ۲۰۱۸ خدمت کرده است و او را طولانی‌ترین وزیر مسکن کرده است. وزیر مسکن در تاریخ مالدیو. موئیزو از سال 2021 تا زمان استعفای خود در سال 2023 شهردار ماله بود.
متولد ماله، مهندسی عمران را در انگلستان خواند و دکترای خود را در سال 2009 در دانشگاه لیدز به پایان رساند. او در سال 2012 به عنوان وزیر مسکن منصوب شد و تا سال 2018 این کار را انجام داد. سپس شهردار ماله شد. به عنوان یکی از اعضای کنگره ملی خلق، مویزو به عنوان نامزد ریاست جمهوری پس از زندانی شدن عبدالله یمین، رئیس جمهور سابق به اتهام فساد، نامزد شد. از آنجایی که یمین واجد شرایط نامزدی در انتخابات نبود، مویزو به عنوان جانشین وی انتخاب شد. او کاندیدای کنگره ملی خلق در انتخابات ریاست جمهوری 2023 بود که در آنجا ابراهیم محمد صالح، رئیس جمهور فعلی را شکست داد. موئیزو مقام رهبری ائتلاف کنگره مترقی و همچنین فرماندهی کل نیروی دفاع ملی مالدیو را در سال 2023 دریافت کرده است و موئیزو اولین رئیس جمهور مالدیو است که بیشترین مناصب را در تاریخ مالدیو دارد. علاوه بر این، او به عنوان معاون ارشد اتحاد توسعه مالدیو از سال 2013 تا 2018، معاون رهبر حزب مترقی مالدیو و دبیر کل حزب آدهالات از سال 2010 تا 2014 خدمت کرد.